# هوارد جوناس
هوارد جوناس (بالإنجليزية: Howard Jonas)‏ هو شخصية أعمال أمريكي، ولد في 2 يونيو 1956.